# Cantonul Saint-Valery-sur-Somme
Cantonul Saint-Valery-sur-Somme este un canton din arondismentul Abbeville, departamentul Somme, regiunea Picardia, Franța.

## Comune
| Comune                 | Populație (1999) | Cod poștal | Cod INSEE |
| ---------------------- | ---------------- | ---------- | --------- |
| Arrest                 | ...              | 80820      | 80029     |
| Boismont               | ...              | 80230      | 80110     |
| Brutelles              | ...              | 80230      | 80146     |
| Cayeux-sur-Mer         | ...              | 80410      | 80182     |
| Estrébœuf              | ...              | 80230      | 80287     |
| Franleu                | ...              | 80210      | 80345     |
| Lanchères              | ...              | 80230      | 80464     |
| Mons-Boubert           | ...              | 80210      | 80556     |
| Pendé                  | ...              | 80230      | 80618     |
| Saigneville            | ...              | 80230      | 80691     |
| Saint-Blimont          | ...              | 80960      | 80700     |
| Saint-Valery-sur-Somme | ...              | 80230      | 80721     |